# Городецкий, Александр Фомич
Александр Фомич Городецкий (5 марта 1910, Киев — 27 ноября 1968, Новосибирск) — советский физик, профессор. Занимался изучением микроэлектроники и полупроводниковых приборов.

## Биография
Родился в семье Фомы Иосифовича Городецкого и Дины Михайловны Фиалко (девичья фамилия) в Киеве. До революции 1917 года Фома Иосифович Городецкий занимал ответственную должность на сахарном заводе династии Бродских.
После окончания школы А. Ф. Городецкий работал слесарем. Параллельно с работой окончил курсы ОСОАВИАХИМ, после чего получил направление в войска ПВО. В 1932 году поступил в Днепропетровский университет на вечерний факультет физики и математики, перевелся на дневное отделение в 1934 году. После окончания обучения, и получения диплома 1-й степени, остался в университете и в 1940 году после окончания аспирантуры, защитил диссертацию "Рассеяние ультразвуковых волн вблизи кристаллической точки смешения жидкостей ".
В августе 1941 года вместе с вузом эвакуировался сначала в Пятигорск, затем в Красноярск, где с 1942 по 1944 годы работал заведующим кафедры в медицинском институте. В 1944 году вернулся в Днепропетровск, где продолжил работу в качестве доцента кафедры физики в ДИИТ и кафедры металлофизики в ДГУ. С 1 сентября 1948 года отправляется работать доцентом кафедры физики в Томский государственный педагогический институт.
В 1954 году переехал в Новосибирск и поступил на работу в Новосибирский электротехнический институт, на кафедру физики. В 1960 году стоял у истоков создания кафедры диэлектриков и полупроводников, возглавлял ее до конца жизни.
В 1965 году одним из первых в Новосибирском электротехническом институте получил звание профессора. Является создателем фундаментального научно-технического направления — исследование применения тензорезистивного эффекта в полупроводниках. Новосибирская школа благодаря последователям и ученикам Городецкого стала одной из ведущих в СССР.
Является автором более 60 научных трудов и нескольких учебников по физике полупроводников и полупроводниковым приборам. Являлся членом различных профессиональных обществ и советов, как регионального так и всесоюзного масштаба.
Скончался в 1968 году в Новосибирске. Похоронен на Заельцовском кладбище (квартал 65).